# Vitolichté
Vitolichté (en macédonien Витолиште) est un village du sud de la Macédoine du Nord, situé dans la municipalité de Prilep. Le village comptait 170 habitants en 2002.

## Démographie
Lors du recensement de 2002, le village comptait :
- Macédoniens : 167
- Serbes : 2
- Autres : 1